# Guayaquil
Santiago de Guayaquil, nota anche solo come Guayaquil, è una città dell'Ecuador sull'Oceano Pacifico, capoluogo della Provincia del Guayas e del Cantone di Guayaquil.
Con più di 3.100.000 abitanti nella sua area metropolitana, è la città più grande e popolata del Paese e, grazie all'impulso dato dalle attività collegate al suo porto marittimo che l'hanno trasformata nel centro commerciale più importante dell'Ecuador, sta vivendo anni di intenso sviluppo che attira lavoratori da altre province ecuadoriane e dai Paesi limitrofi. Per questa ragione Guayaquil è nota anche come La Perla del Pacifico.

## Geografia fisica

### Territorio
Guayaquil è situata sulla riva destra di uno dei fiumi più importanti del Sud America, il fiume Guayas, e si trova ad appena 4 metri sopra il livello del mare nella sua zona più bassa. Il collegamento con l'Oceano Pacifico è assicurato da un braccio di mare noto come Estero Salado, che attraversa Guasmo, la parte occidentale del centro della città, ed i quartieri di Urdesa e Mapasingue.
La città è costruita in gran parte su un territorio pianeggiante ed ha alture come il Cerro Santa Ana (sul cui lato orientale sorge il quartiere coloniale di Las Peñas, centro storico cittadino), il Cerro del Carmen (dove si trovano il gigantesco monumento Corazón de Jesús e gli uffici del principale canale televisivo ecuadoriano Ecuavisa), e il Cerro San Eduardo nella zona nordoccidentale, e più a ovest il Cerro Azul, punto più elevato di Guayaquil assieme alle Cittadelle Los Ceibos e Los Olivos.

### Clima
Essendo una città posta all'equatore la temperatura si mantiene generalmente calda tutto il periodo dell'anno, però ci sono diversi fattori che comportano comunque 2 periodi climatici ben distinti. Questo deriva dall'essere posta nei pressi della parte di Oceano Pacifico influenzata dalla corrente di Humboldt (fredda), e allo stesso tempo dal Niño (calda), generando così una stagione calda e umida che va da dicembre ad aprile (chiamata inverno), e una più secca e fresca (estate) che va da maggio a dicembre.
| Dati meteo                         | Mesi | Mesi | Mesi | Mesi | Mesi | Mesi | Mesi | Mesi | Mesi | Mesi | Mesi | Mesi | Anno    |
| Dati meteo                         | Gen  | Feb  | Mar  | Apr  | Mag  | Giu  | Lug  | Ago  | Set  | Ott  | Nov  | Dic  | Anno    |
| ---------------------------------- | ---- | ---- | ---- | ---- | ---- | ---- | ---- | ---- | ---- | ---- | ---- | ---- | ------- |
| T. max. media (°C)                 | 31,2 | 31,2 | 32,2 | 32,0 | 31,2 | 29,8 | 29,1 | 29,7 | 30,5 | 30,2 | 31,1 | 31,8 | 30,8    |
| T. media (°C)                      | 27,1 | 27,3 | 28,0 | 27,8 | 26,9 | 25,7 | 25,0 | 25,2 | 25,5 | 25,6 | 26,2 | 27,1 | 26,5    |
| T. min. media (°C)                 | 23,0 | 23,4 | 23,7 | 23,5 | 22,6 | 21,5 | 20,8 | 20,7 | 20,5 | 20,9 | 21,3 | 22,4 | 22,0    |
| T. max. assoluta (°C)              | 37,2 | 35,4 | 37,3 | 35,8 | 35,2 | 35,0 | 34,1 | 34,7 | 34,4 | 35,1 | 35,4 | 36,7 | 37,3    |
| T. min. assoluta (°C)              | 20,0 | 15,8 | 19,9 | 19,4 | 18,5 | 17,6 | 17,0 | 17,2 | 17,2 | 17,8 | 17,0 | 18,0 | 15,8    |
| Precipitazioni (mm)                | 201  | 332  | 316  | 208  | 63   | 34   | 16   | 1    | 1,5  | 6,0  | 29,0 | 68,0 | 1 275,5 |
| Giorni di pioggia                  | 19   | 22   | 21   | 17   | 10   | 5    | 3    | 2    | 2    | 3    | 4    | 9    | 117     |
| Eliofania assoluta (ore al giorno) | 3    | 3    | 4    | 5    | 4    | 3    | 3    | 3    | 3    | 3    | 3    | 3    | 3,3     |

## Origini del nome
Una leggenda narra che il nome Guayaquil derivi dall'unione dei nomi dell'eroico capo indio Guayas e della sua sposa Quil, divenuti simbolo della resistenza indigena che, secondo la tradizione popolare, preferirono lottare fino alla morte piuttosto che sottomettersi ai conquistadores spagnoli.
Tuttavia l'esistenza di un piccolo villaggio situato nelle vicinanze di Yaguachi, chiamato proprio Guayaquil, è stato oggetto di numerose ricerche da parte di storiografi e studiosi i quali sono concordi nell'affermare che al momento dell'arrivo degli europei, fosse governato da un capo tribù chiamato Guayaquil. Scoperta la vera origine del nome, l'unico dubbio a rimanere è se il nome fosse stato dato prima al villaggio o prima al suo capo. Ad ogni modo, nelle cronache di Véliz Mendoza, pare assodato che il toponimo fosse indicato almeno sette volte in alcuni documenti risalenti a prima del 1534.

## Storia

Incisione raffigurante una mappa di Guayaquil nel 1741

### Colonialismo spagnolo
Documenti dell'epoca, seppur in modo vago, sembrano avvalorare la tesi secondo cui la città fu fondata almeno tre volte a causa di continui incendi e spostata sempre più a ovest rispetto al fiume Riobamba fino alla sua ultima ricollocazione risalente al 1547 sulla riva destra del fiume Guayas, là dove si trova ancora oggi. Si considera però il 15 agosto del 1534 come data ufficiale della sua fondazione da parte del capitano spagnolo Francisco de Orellana, che le diede il nome di Muy Noble y Muy Leal Ciudad de Santiago de Guayaquil.

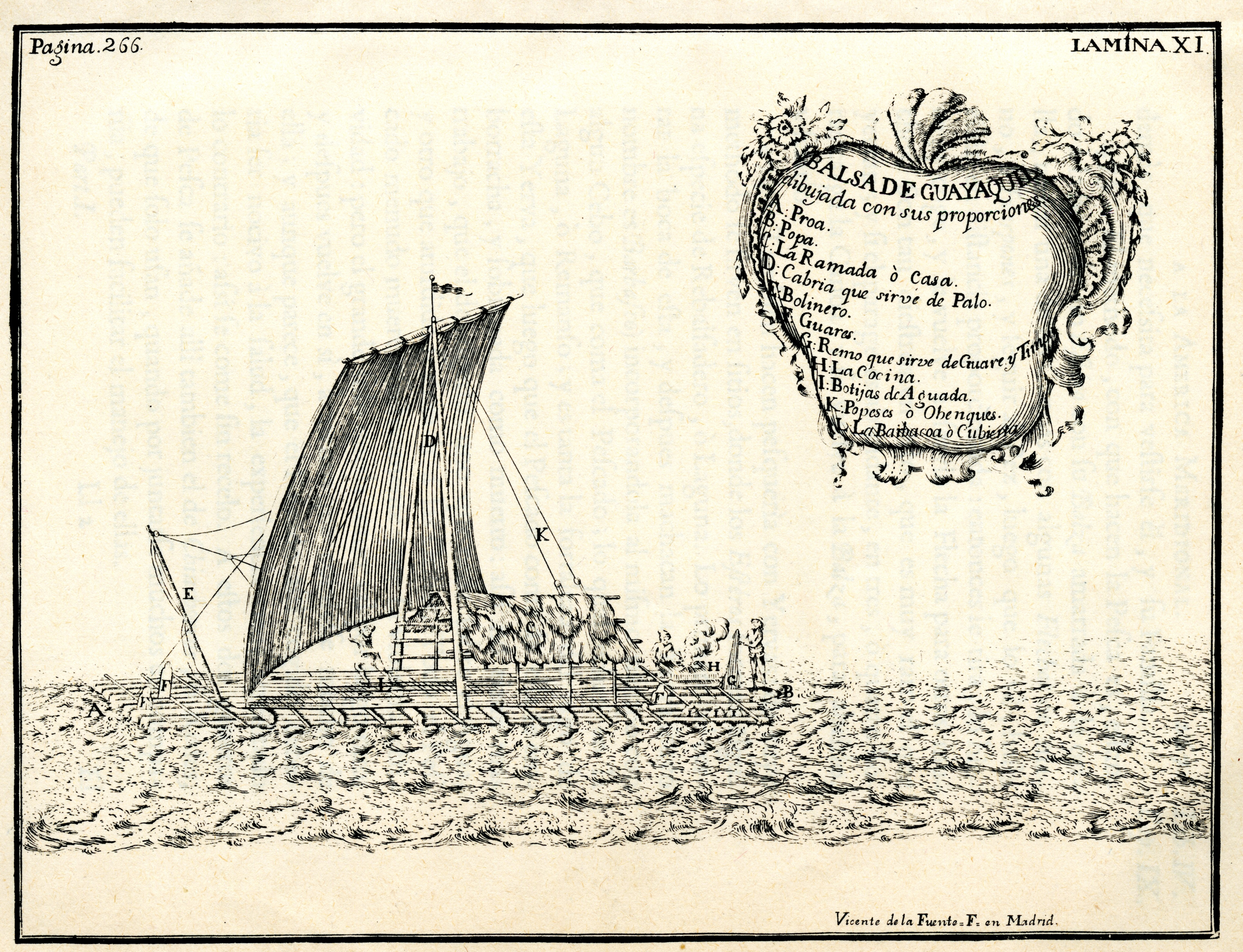
Illustrazione della zattera comune del Corregimiento di Guayaquil, realizzata da Jorge Juan e Antonio de Ulloa della missione francese geodetica.

Tra la fine del Cinquecento e la fine del Settecento, sotto l'amministrazione coloniale dell'Audiencia Reale di Quito, voluta dal conquistatore Francisco Pizarro, Guayaquil si sviluppò come un importante porto della costa sudamericana e la sua popolazione iniziò a crescere, seppur in modo non considerevole a causa di ripetuti incendi e attacchi dei pirati inglesi e francesi che all'epoca saccheggiavano le città affacciate sull'Oceano Pacifico. Molte volte i governatori spagnoli dovettero trattare affinché i pirati non incendiassero la città portuale, di importanza strategica per l'economia del Vicereame della Nuova Granada e del Vicereame del Perù, oppure affinché rilasciassero illesi gli ostaggi rapiti. Si registra una terribile epidemia di febbre gialla nel 1709 che mise a dura prova la vita degli abitanti della città.
La mattina del 9 ottobre 1820, praticamente senza spargimenti di sangue, un gruppo di civili appoggiati dai Granatieri di Riserva, un battaglione del Vicereame del Perù stanziato nella città, neutralizzò le Guardie Reali ed arrestò le autorità spagnole. Guayaquil fu così la prima città dell'Ecuador moderno a dichiararsi indipendente. Si costituì Provincia Libera, sotto il comando del Capo Civile José Joaquín de Olmedo, ed ebbe nella sua estensione territoriale il controllo delle coste ecuadoriane, comprese alcune parti che vanno oltre le frontiere dell'attuale Ecuador, sia al Nord che al Sud.
Due anni più tardi, il 24 maggio 1822, il libertador Simón Bolívar, dopo lo storico incontro che ebbe con il suo omologo argentino José de San Martín nella città, unì la Provincia Libera di Guayaquil - non senza proteste da parte dei cittadini e del loro Capo Civile Olmedo - alla Repubblica della Grande Colombia, nata dal dissolvimento delle colonie spagnole e fondata praticamente sui resti del Vicereame di Nuova Granada, comprendendo gli attuali Venezuela, Colombia, Ecuador e Panamá. Da quel momento la storia di Guayaquil rimase unita per sempre alle Province che nel 1830 decisero di separarsi dalla Grande Colombia per formare lo Stato indipendente della Repubblica dell'Ecuador.

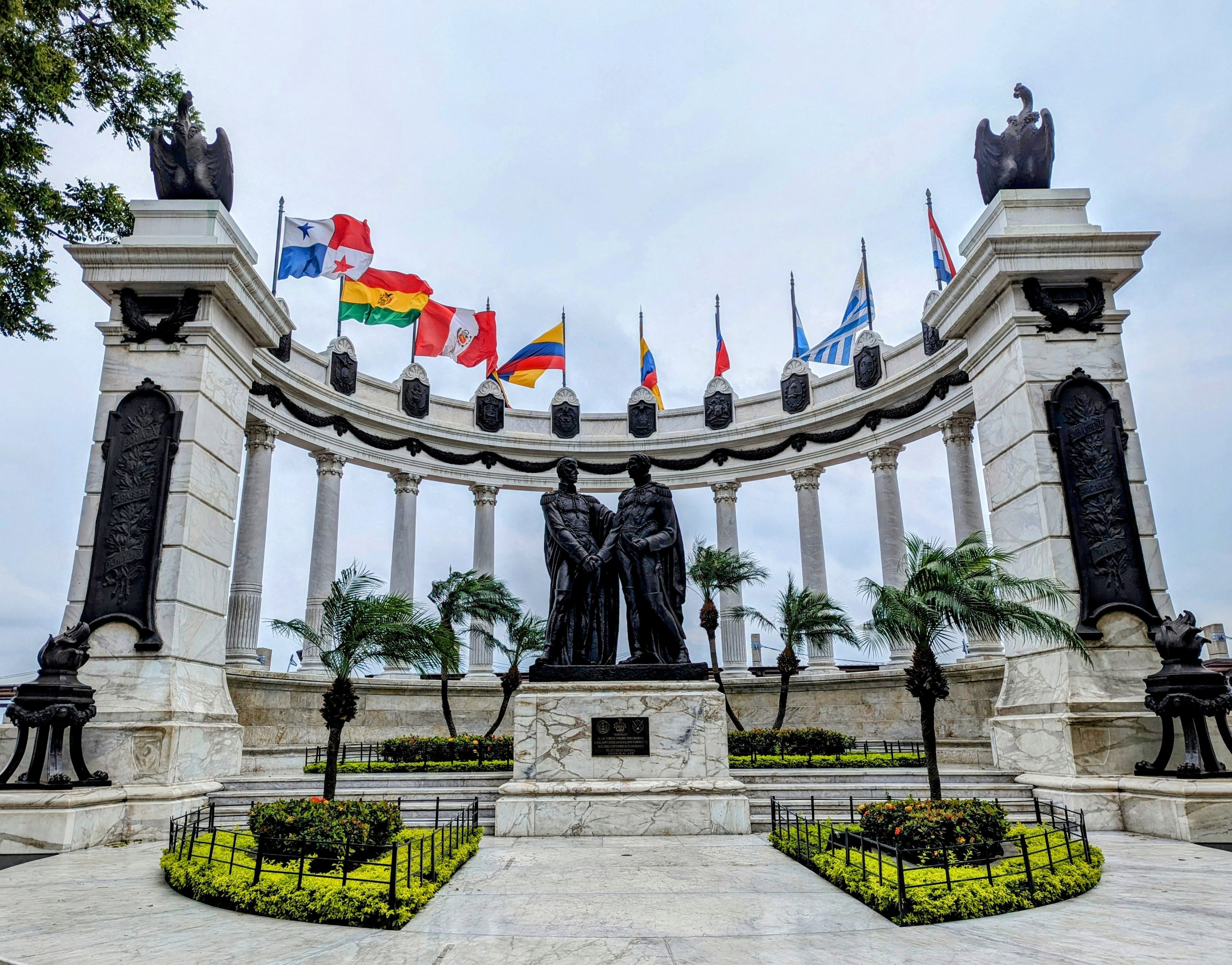
Monumento all'incontro fra Bolívar e San Martín

I registri della città ci dicono che nel 1896, scoppiò il più grande incendio della storia di Guayaquil. Le vittime non furono mai contate, mezza città venne bruciata e distrutta mentre l'altra metà fu molto danneggiata.

### Età moderna
Guayaquil oggi è il principale porto marittimo dell'Ecuador e uno dei più importanti del Sudamerica oltre ad essere il principale snodo di traffico aeroportuale del Paese, con voli diretti per le Galápagos, e collegamenti per tutti i Paesi sudamericani, nordamericani ed i principali Paesi europei e asiatici. Grazie ai numerosi progetti di rigeneración urbana da parte dell'Amministrazione locale avviati negli anni novanta, Guayaquil è divenuta oggi, oltre che un importante centro economico internazionale, cuore della finanza ecuadoriana, una meta turistica apprezzata dai visitatori di tutto il mondo.
I progetti di rimodernizzazione più importanti sono stati la ristrutturazione del Malecón 2000, una passeggiata di 3 km circa in riva al fiume Guayas, arricchita da numerosi ristoranti, negozi, musei e luoghi di svago e la creazione del Nuovo Parco Storico, una riserva che ospita gli esemplari più tipici della fauna ecuadoriana oltre che un centro per la conservazione dell'architettura storica e delle tradizioni più tipicamente indigene, situato tra i fiumi Guayas e Daule in un'area ricca di mangrovie, nel cuore della città.
Nell'ottobre 2019, a seguito delle violenti proteste nella capitale Quito, il presidente ha riparato a Guayaquil. La sede del governo è stata trasferita temporaneamente, per una settimana, nella città, da dove è stata gestita la delicata situazione del Paese e della capitale.

## Monumenti e luoghi d'interesse

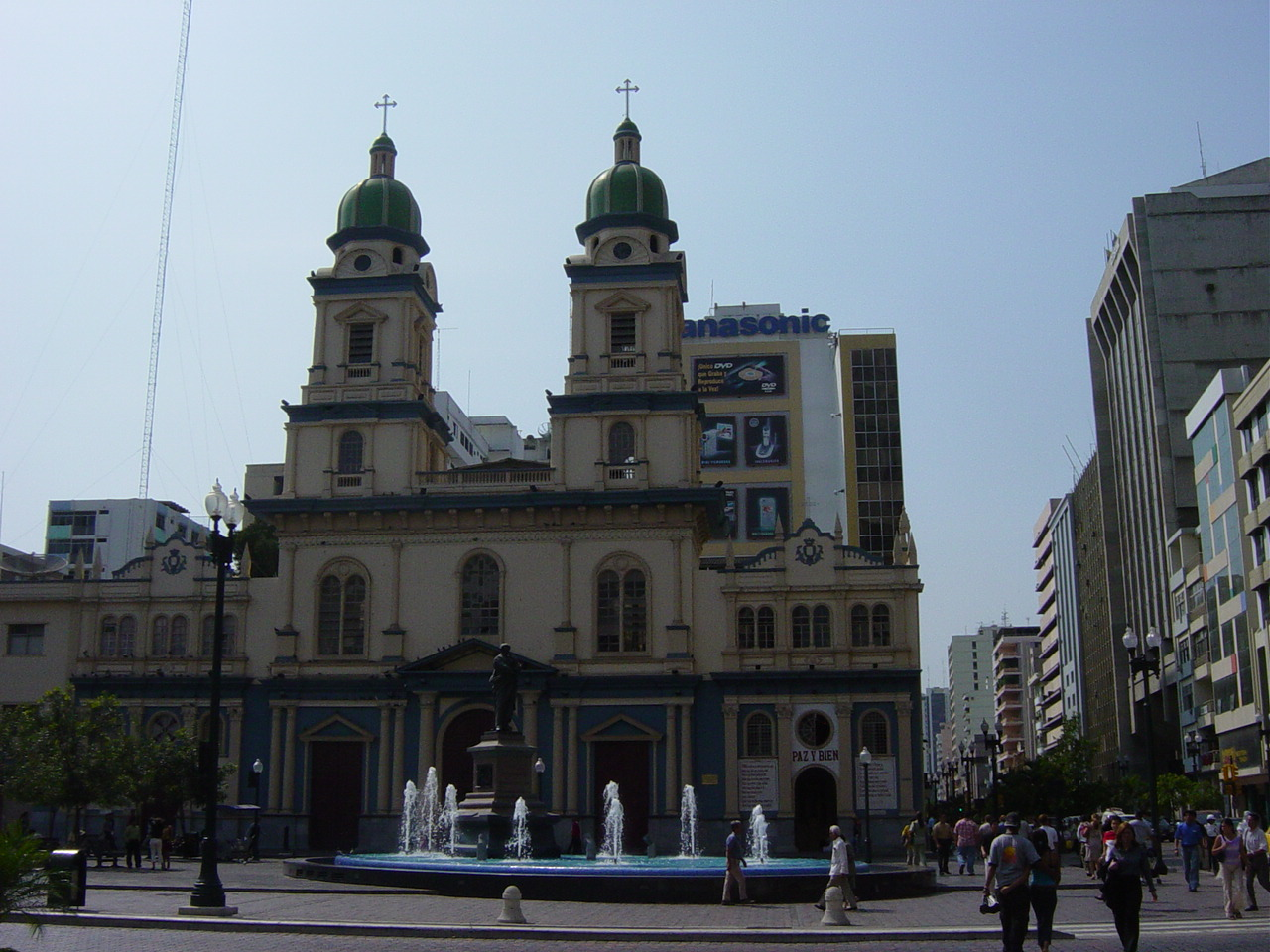
Chiesa di San Francesco

Uno dei posti più interessanti per il turismo è il Malecón 2000. Questa opera è un progetto di rigenerazione urbana dell'antico Malecón, dove si trovano i grandi monumenti della storia cittadina, musei, giardini, fontane, centri commerciali, ristoranti, bar, terrazze per pranzi e cene, il primo cinema IMAX del Sudamerica, così come moli, dai quali è possibile salire su traghetti per navigare sul fiume Guayas, e osservatori.

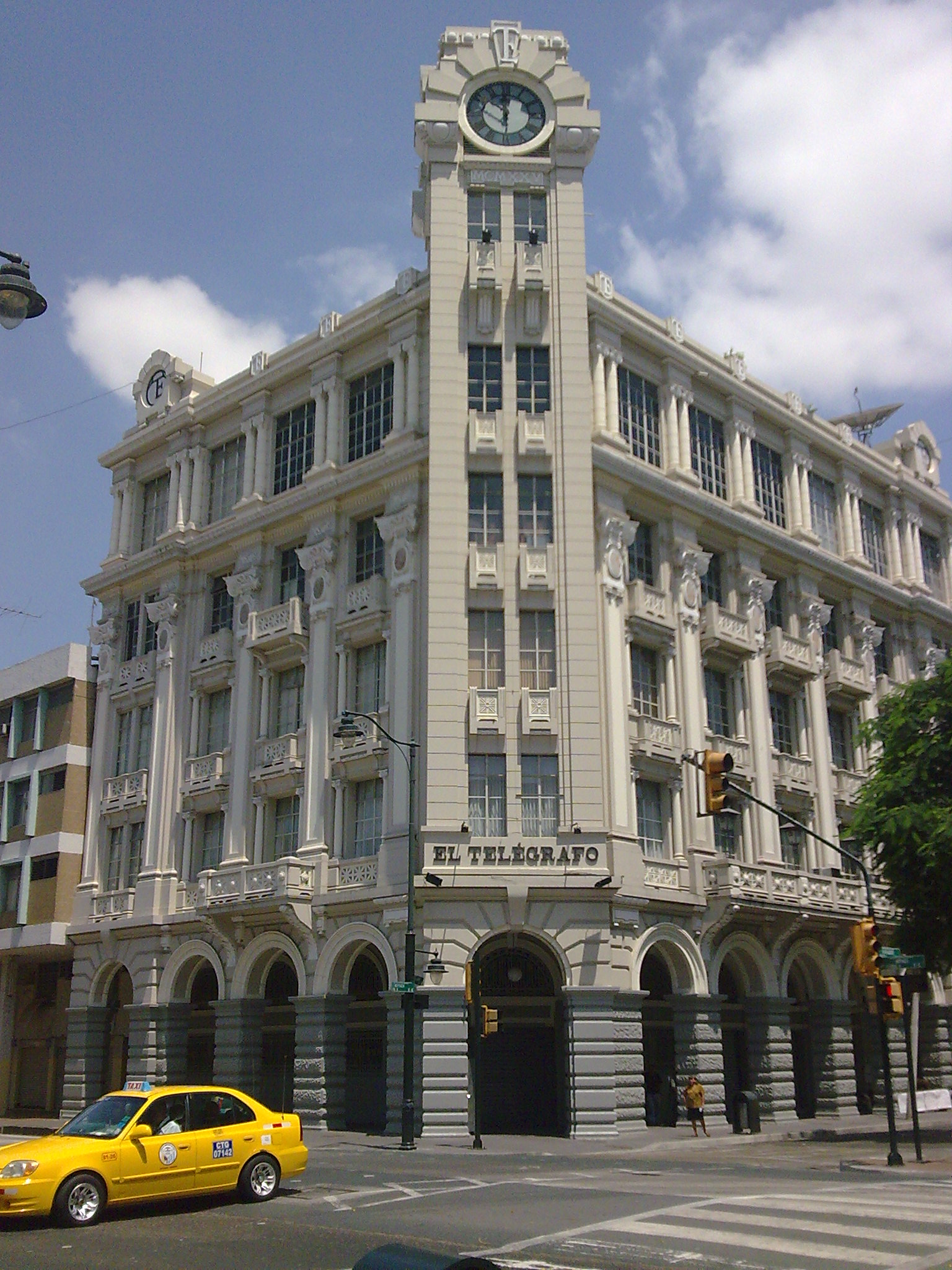
Antico edificio sede del diario El Telègrafo

Las Peñas è il quartiere più antico di Guayaquil, le sue costruzioni hanno più di cento anni e risalgono all'epoca del grande incendio del 1896. Da sempre considerato un'area degradata della città, caratterizzata da traffici illeciti e dalla malavita, negli ultimi anni questo quartiere si è trasformato, grazie alla volontà degli abitanti ed a un progetto di rigenerazione urbana dell'Amministrazione locale, fino a diventare una delle principali attrazioni della città, con la sua scalinata composta da 444 gradini che porta a uno dei più amati simboli di Guayaquil: il faro collocato sulla cima della collina.
La Bahía, situata nel Centro-Sud della città, è un mercato che comprende isolati interi di locali dove si possono acquistare un gran numero di articoli a prezzi scontati. È uno dei punti commerciali più attivi della città. Vicino si può trovare il Club de la Unión, uno dei club sociali più esclusivi del paese.
Quello dell'Alborada è il quartiere di classe media più grande della città. È diviso in tredici parti ("etapas"). I suoi viali più importanti sono la Avenida Francisco de Orellana e la Avenida Rodolfo Baquerizo Nazur.
Per la loro grande attività commerciale sono degni di nota gli enormi centri commerciali "La Rotonda" , "Plaza Mayor" , e "Gran Albocentro" e negli ultimi anni i nuovi centri commerciali come il "Mall del Sol", "Riocentro" e "San Marino".

### Architetture religiose
- Cattedrale di San Pietro, chiamata anche Cattedrale Metropolitana, costruita in legno nel 1547 fu distrutta da un incendio nel 1692. L'edificio attuale fu costruito tra il 1924 e 1937.
- Chiesa di San Francesco, conosciuta anche come Iglesia de Nuestra Señora de los Ángeles, costruita inizialmente in legno nel 1702, mentre l'edificio attuale risale al 1956.
- Chiesa di Santo Domingo, la cui prima versione risale al 1548 per opera dei domenicani, mentre l'attuale fu costruita nel 1838.
- Basílica de Nuestra Señora de La Merced, in stile gotico, costruita tra il 1934 e il 1936 dall'architetto italiano Paolo Russo.
- Santuario de la Divina Misericordia de Guayaquil[4]
- Tempio di Guayaquil, il primo tempio costruito in Ecuador dalla Chiesa di Gesù Cristo dei santi degli ultimi giorni, nel 1982

### Monumenti

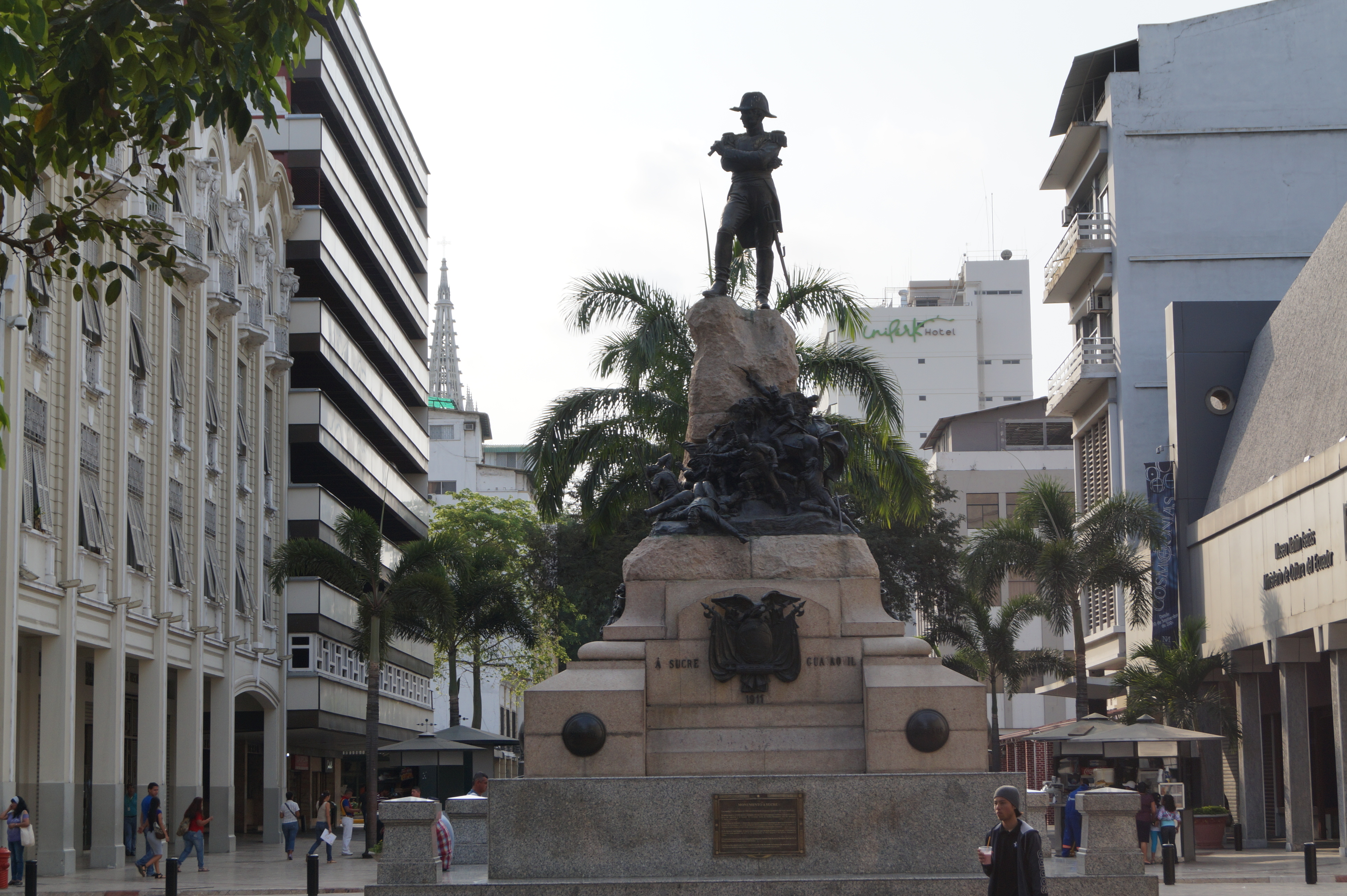
Monumento dedicato ad Antonio José de Sucre

- Hemiciclo de la Rotonda, situato nel Malecon2000 è uno dei più emblematici ella città; è dedicato all'incontro tra i liberatori delle Americhe Simón Bolívar e José de San Martín. Fu inaugurato nel 1838
- Monumento a Vicente Rocafuerte, inaugurato nel 1880
- Monumento a Olmedo, inaugurato nel 1892
- Monumento a Pedro Carbo, inaugurato nel 1909
- Monumento a Sucre, inaugurato nel 1911
- Colonna agli Eroi del 9 ottobre (Columna a los próceres del 9 de octubre), inaugurato nel 1918[5]

## Società

### Evoluzione demografica

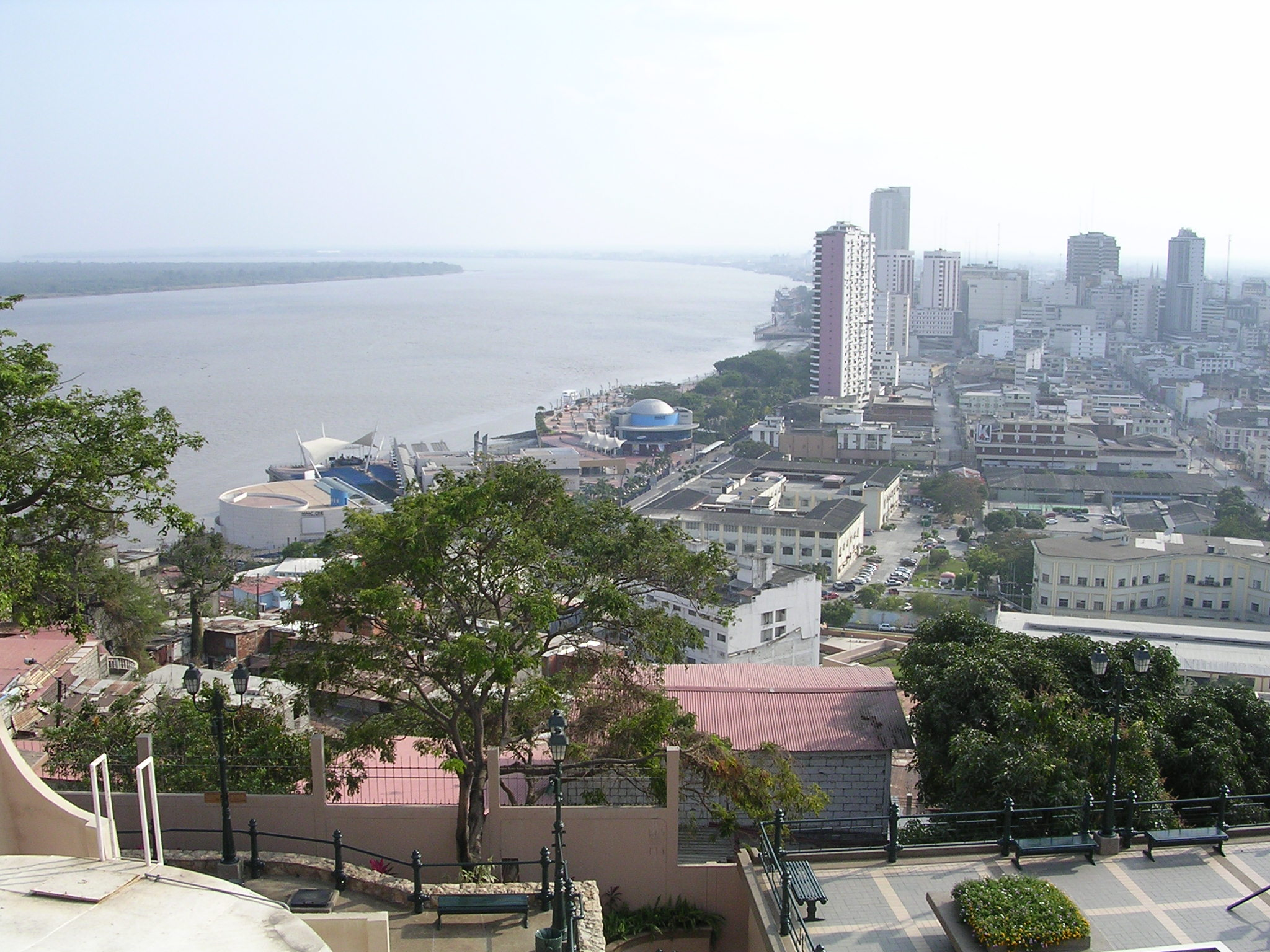
Vista del Guayas da Santa Ana.

Oggi Guayaquil è una città cosmopolita in rapida espansione. La sua popolazione nel 2004 era di 2.385.405 abitanti ed attualmente si stima essere di 3.205.105. La popolazione aumenta principalmente a causa dell'arrivo di abitanti di altre zone attirati dall'economia florida e dall'intensa attività di scambi commerciali dovuti principalmente al porto.
Oltre che dalle altre province dell'Ecuador, Guayaquil attira i flussi migratori di Paesi vicini come Colombia, Perù, Brasile e recentemente anche Argentina. Il continuo flusso migratorio ha creato anche disagi dovuti alla crescente densità della popolazione, primi fra tutti la microcriminalità e un sempre maggior numero di persone che non hanno un alloggio e sono costrette a vivere su casupole simili a palafitte in riva ai fiumi ed ai loro affluenti.
Il numero di immigrati compensa comunque quello dei cittadini ecuadoriani che tra il 1998 e il 2003 hanno visto come unica via d'uscita ad una difficile situazione economica del loro Paese, l'emigrazione. Si stima che oggi ci siano circa 3.000.000 di ecuadoriani all'estero, le cui comunità più significative si trovano a Miami (USA), Madrid (Spagna) e Genova (Italia) a sua volta città di origine di circa 3/4.000 suoi cittadini.
Popolazione urbana

## Media

### Stampa
Il principale quotidiano della città è El Universo, fondato nel 1921, è una delle più importanti testate ecuadoriane.

## Cultura

### Istruzione
L'istruzione pubblica nella città di Guayaquil, come nel resto del paese è gratuita fino al terzo livello, come previsto dalla Costituzione.
I problemi delle infrastrutture educative si verificano ogni anno a causa dell'inizio delle lezioni dopo l'inverno che con le sue piogge torrenziali spesso causa gravi danni agli edifici scolastici. Il bilancio investito nel 2008 in infrastrutture scolastiche è stato pari a circa 9 milioni di dollari, tra gli aiuti del governo centrale e del comune cittadino.
Le università più note e con il maggior numero di studenti sono l'Università di Guayaquil, l'Escuela Superior Politécnica del Litoral (ESPOL) e l'Universidad Católica de Santiago de Guayaquil.

### Biblioteche
- Biblioteca Municipal de Guayaquil

### Musei

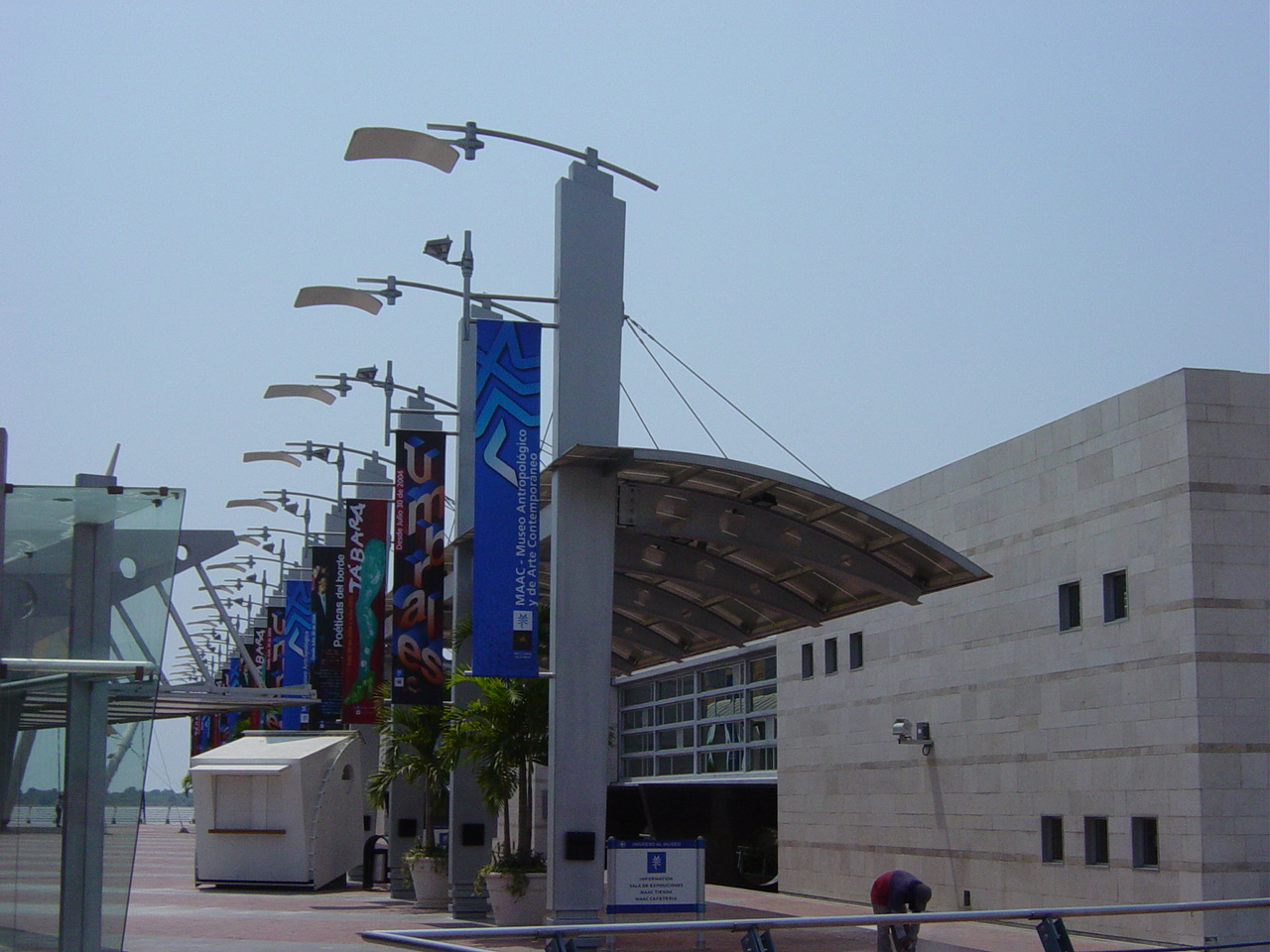
Museo Antropológico y de Arte Contemporáneo, al Malecón 2000

- Museo Antropológico y de Arte Contemporáneo
- Museo Municipal de Guayaquil
- Museo Luis Adolfo Noboa Naranjo

## Infrastrutture e trasporti

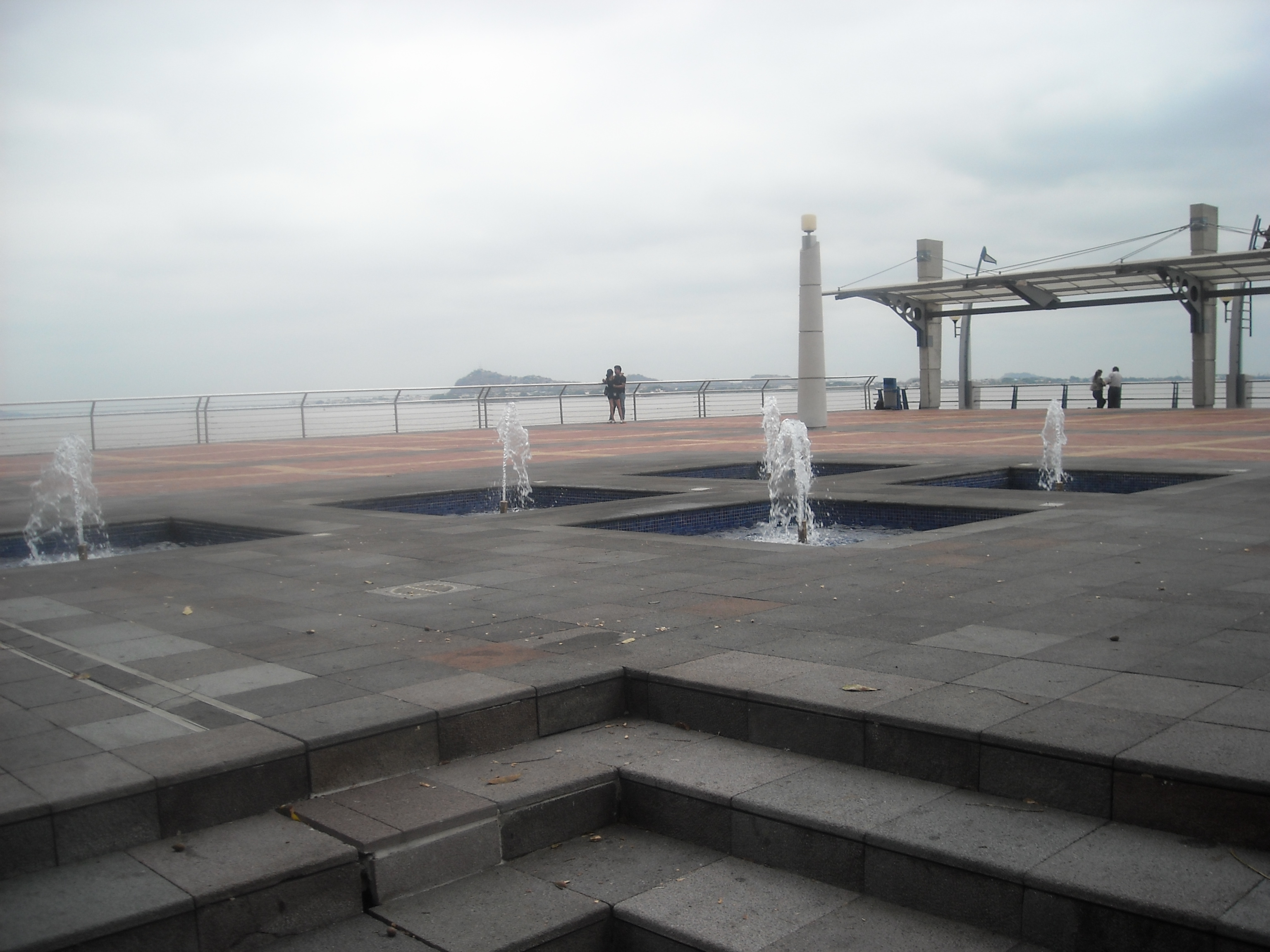
Il Malecon 2000 sulla sponda del fiume Guayas, importante via commerciale del paese.

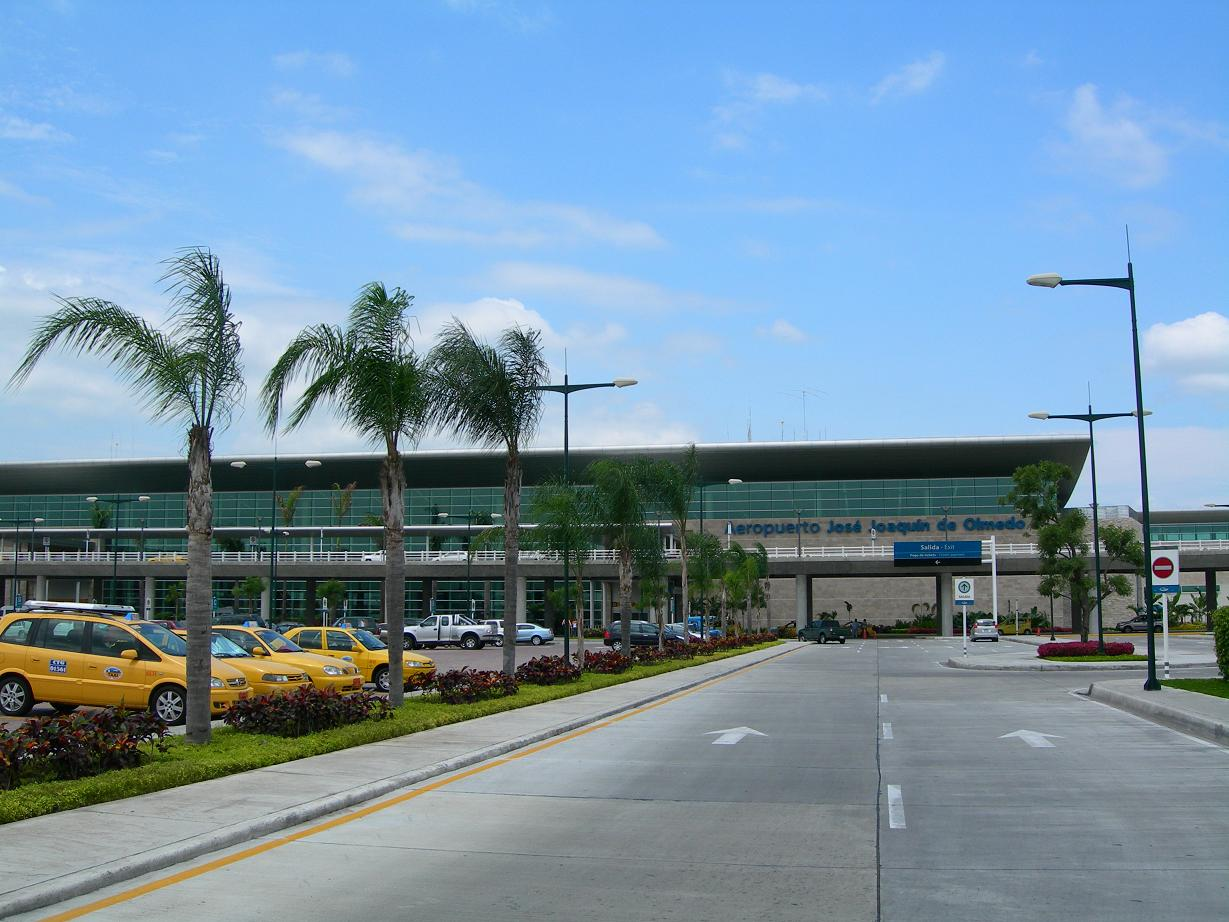
Aeroporto José Joaquín de Olmedo

Oltre al porto marittimo, vero motore della città, essendo Guayaquil il centro economico dell'Ecuador, è unita al resto del Paese da importanti vie di comunicazione che vengono costantemente mantenute in buone condizioni. Nel 1970 venne inaugurato il Puente de la Unidad Nacional "Rafael Mendoza Avilés", un ponte che unisce la città con Durán, dall'altra parte del fiume Guayas. In realtà, i ponti sono due, uno sul fiume Daule e l'altro sul fiume Babahoyo.
Importanti viali attraversano la città tra i quali ricordiamo le tre vie che possono essere considerate come le arterie di Guayaquil: la Avenida Francisco de Orellana, la Avenida de las Américas, e la Avenida Nueve de Octubre.
Guayaquil dispone anche di un aeroporto internazionale denominato "Simón Bolívar", che dopo un'importante opera di ristrutturazione nel 2005 è considerato uno dei migliori in America latina.
Da agosto 2006 è in funzione il nuovo Aeroporto Internazionale José Joaquín de Olmedo, eretto su terreni in disuso dello stesso aeroporto e facente uso delle stesse piste. La struttura è completamente nuova, non è un abbellimento o ristrutturazione del vecchio aeroporto. È una delle grandi opere del sindaco Nebot, come il Malecón 2000, il Malecón del Salado, la ristrutturazione del centro della città, la Metrovia (una sorta di metropolitana leggera di superficie su gomma) ed altre attrazioni turistiche. Nel maggio 2008 è stata inaugurata anche la terza linea della Metrovia, che dal centro della città va per la Via a Daule fino a Bastión Popular.

## Sport
Il Barcelona Sporting Club e il Club Sport Emelec sono due delle maggiori società calcistiche dell'Ecuador, e militano entrambe nella Serie A ecuadoriana, massimo livello del Campionato ecuadoriano di calcio. Entrambe hanno il proprio stadio nel quale giocano i loro incontri casalinghi: il Barcelona gioca all'Estadio Monumental Banco Pichincha mentre l'Emelec disputa le sue partite interne all'Estadio George Capwell. Altre squadre cittadine che hanno disputato almeno una stagione nel massimo campionato sono Asociación Deportiva Nueve de Octubre, Calvi Fútbol Club, Club Deportivo Everest, Club Deportivo de Filanbanco, Club Sport Norte América, Club Sport Patria, Guayaquil City Fútbol Club, Guayaquil Sport Club e Panamá Sporting Club. Tra questi l'Everest è l'unico ad averlo vinto, nel 1962.
Guyaquil è il luogo di nascita dei più noti tennisti ecuadoriani della storia, come Pancho Segura, Andrés Gómez e Nicolás Lapentti. Il Challenger Ciudad de Guayaquil è un torneo professionistico che fa parte del circuito ATP Challenger Tour e che si disputa in novembre di ogni anno, a partire dal 2005.
La prima di ottobre di ogni anno si disputa, sotto l'egida della Association of International Marathons and Distance Races la "Guayaquil Marathon", maratona nel cui albo d'oro figurano, oltre ad atleti ecuadoriani, anche colombiani e keniani.